# Font del Toscar (Gurp)
La Font del Toscar és una font del terme municipal de Tremp, del Pallars Jussà, a l'antic terme de Gurp de la Conca, en territori de l'antic poble de Gurp. Cal no confondre-la amb la Font del Toscar, propera al poble d'Esplugafreda.
Està situada a 940 m d'altitud, al nord-oest de Gurp i de la seva ermita de Sant Martí, a l'esquerra del barranc del Molí, al nord-oest de la Font del Molí i dels Xalet dels Militars. És una de les dues fonts que serviren per fer la captació d'aigües per al campament militar de l'Acadèmia General Bàsica de Suboficials de Talarn.